# Stowarzyszenie na rzecz rozwoju transportu publicznego w Bydgoszczy
Stowarzyszenie na rzecz rozwoju transportu publicznego w Bydgoszczy – stowarzyszenie zostało zarejestrowane 30 maja 2008 pod nazwą Bydgoski Klub Miłośników Komunikacji Miejskiej (nazwa ta obowiązywała do 20 lutego 2011 roku).

## Historia
Początki Stowarzyszenia na rzecz rozwoju transportu publicznego w Bydgoszczy sięgają 2007 roku. Wszystko zaczęło się od grupy młodych entuzjastów i małego forum dyskusyjnego. Formalnie Stowarzyszenie zostało zarejestrowane 30 maja 2008 roku pod nazwą Bydgoski Klub Miłośników Komunikacji Miejskiej (nazwa ta obowiązywała do 20 lutego 2011 roku).

## Zabytkowe autobusy
Stowarzyszenie na rzecz rozwoju transportu publicznego w Bydgoszczy ma również autobusy Jelcz M11 i Volvo B10MA.
| Zdjęcia | Typ autobusu | Numer boczny              | Eksploatacja | Liczba |
| ------- | ------------ | ------------------------- | --- | ------ |
|         | Jelcz M11    | Kiedyś: 176 Obecnie: 2641 | 4 grudnia 1989 roku – pierwsza rejestracja w Mielcu Od 1989 roku do 2010 roku – MKS Mielec Od 15 listopada 2010 roku – Stowarzyszenie na rzecz rozwoju transportu publicznego w Bydgoszczy | 1      |
|         | Volvo B10MA  | Kiedyś: 459 Obecnie: 2459 | Od 1997 roku do 2016 roku – MZK Bydgoszcz Od marca 2016 roku – Stowarzyszenie na rzecz rozwoju transportu publicznego w Bydgoszczy                                                         | 1      |